# Turó de Can Ramió
El Turó de Can Ramió és una muntanya de 491 metres que es troba al municipi de Camós, a la comarca catalana del Pla de l'Estany. Al cim podem trobar-hi un vèrtex geodèsic (referència 303093001).